# Jeu de cartes espagnol
Pour les articles homonymes, voir Baraja.

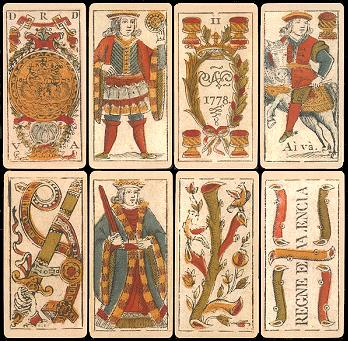
Quelques exemples de cartes.

Le jeu de cartes à enseignes espagnoles (en espagnol : baraja española) est composé de 40 ou 48 cartes réparties respectivement en dix ou douze cartes dans quatre couleurs : copas (« coupes »), espadas (« épées »), bastos (« bâtons »), oros (« deniers », litt. « ors »), équivalent des deniers du tarot dit de Marseille ou des denari des jeux italiens.
Les cartes numérales de un à neuf représentent la répétition du motif de leur enseigne, les cartes 10, 11 et 12 représentent respectivement un valet appelé sota, un cavalier et un roi.
Dans le cas du jeu de 40 cartes, les 8 et 9 sont absents du jeu, si le jeu porte des numéros sur les cartes (cartes modernes) la numérotation passe du 7 au 10 sur le valet.
| Variante | Épée | Coupe | Denier | Bâton |
| -------- | ---- | ----- | ------ | ----- |
| Espagnol |      |       |        |       |
| Catalan  |      |       |        |       |
| Aluette  |      |       |        |       |
| Maroc    |      |       |        |       |

Une autre caractéristique des jeux espagnols modernes est de présenter un indice de l'enseigne schématisé sur la bordure haute et basse de la carte – le cadre y est continu pour les oros, il présente une interruption pour les copas, deux pour les espadas et trois pour les bastos. Ce sont les pintas, qui apparaissent un peu avant 1600.
Les jeux de cartes espagnols modernes reprennent principalement le portrait castillan, mais il existe d'autres portraits encore produits aujourd'hui,  le portrait spécifique de l'aluette, le portrait de Cadix qui s'est répandu en Amérique latine, etc.
Dans la culture française, ce type de cartes a été utilisé dans l'aluette mais aussi — du fait de l'influence espagnole — en Afrique du Nord (Algérie et Maroc).